# Leids (dialect)
Het Leids is het stadsdialect dat gesproken wordt in de Nederlandse stad Leiden. Het behoort tot de Zuid-Hollandse dialecten.

## Oorsprong
Het Leids is een Hollands dialect dat in de loop van de zestiende en vooral de zeventiende eeuw steeds verder af kwam te staan van de dialecten van de omliggende dorpen en steden. Dat wordt toegeschreven aan de grote immigratie vanuit Vlaanderen en Brabant, maar ook uit Frankrijk en Wallonië.
Het Leids vertoonde vroeger opvallend veel diversiteit voor een stadsdialect, zowel in klank als in woordkeuze. Er waren feitelijk twee dialecten, een van Hollandse en een van West-Vlaamse herkomst. Dat laatste is allang verdwenen, maar in de negentiende eeuw werd het nog opgetekend. Ook was er toen al een vrij grote groep mensen met een hogere sociale status die het dialect hadden laten vallen.

## Kenmerken en status
Het Leids wordt door mensen van buiten weleens vergeleken met het Rotterdams, waar het meer op lijkt dan op het Haags, Amsterdams of Utrechts. In tegenstelling tot het Rotterdams wordt het echter tamelijk binnensmonds gesproken. Ook wijkt het sterker af van de omliggende dialecten. Het Leidse dialect wordt laag gewaardeerd. Al in de negentiende eeuw zei de taalkundige Johan Winkler het volgende:
"Maar de arbeidersstand telt te Leiden zeer veel leden en de proletariers, (het zoogenoemde Jan-hagel), zijn te Leiden talrijk. En juist dezen spreken het leidsch, het afschuwelijkste hollandsch, dat door talrijke tusschenvormen, die in den geringen burgerstand gesproken worden, in het moderne hollandsch der aanzienlijken overgaat. Dit echte leidsch, zoo als 't te Leiden door den minderen man wordt gesproken, wil ik hier nader beschrijven en er een proeve van mede deelen."
Het negentiende-eeuwse Leids had veel eigenaardigheden die thans geheel verdwenen zijn. Zo werden sommige woorden die in het Nederlands een ee hadden in het Leids klaarblijkelijk met een ai uitgesproken. Hierbij baseert men zich overigens op spaarzame bronnen zoals karikaturen door Leidse (ex-)studenten. Het is mogelijk dat die de spelling overdreven hadden.
In het huidige Leids valt vooral de uitspraak van de r op, die niet alleen voor een medeklinker maar ook voor een klinker niet gerold wordt. Deze r doet enigszins aan de Amerikaanse r denken. Veel Leidenaren proberen die klank zelfs bewust over te nemen. De ai voor een ee is geheel verdwenen, ook de ai-uitspraak voor een ei/ij lijkt vervangen te zijn door è.
Ook het meeste van de woordenschat is verdwenen. Toch wist het Leidsch Dagblad in 2007 een verkiezing van het "mooiste Leidse woord" te organiseren. Winnaar werd bledder, wat "bal", "kaal hoofd" of "vrouwenborst" betekent. Andere typisch Leidse woorden die hoog scoorden waren (in volgorde van de top 10 van 2 t/m 10): koekeroe (in geluid van een duif, maar ook "malloot"), glibber ("glipper", als in Leidse glibber), parg (scheldnaam), juh ("joh", veelgebruikt stopwoord), ampart ("amper", "nauwelijks"), Leiu ("Leiden"), bakkie pleur ("kopje koffie"), wattanje ("wat dan, joh?") en brommert ("brommer"). Niet in de top 10, maar wel veelvoorkomend in het dagelijks taalgebruik zijn woorden als mè ("meid"), kekkeris ("kijk daar eens", vaak uitgesproken met een lange i-klank: kekkerììììs) en het stopwoordje hoor (veelal uitgesproken met een lange leidse R: hoowrww).
De parodiegroep Rubberen Robbie zong in het plat-Leids.
Het Leids is voor het eerst uitgebreid onderzocht door de Leidse taalkundige Dick Wortel.

## Publicaties (selectie)
Het woord "bledder" is wellicht 'nieuw' Leids want het was de aanduiding voor de na de Tweede Wereldoorlog in Nederland verkrijgbare (toen kostbare) uit leer vervaardigde ballen (een echte bledder). De naam is waarschijnlijk een verbastering van het Engelse woord bladder (blaas).
- Dick Wortel: Leids. Den Haag, Sdu Uitgevers, 2007. ISBN 9012090067
- Hans Heestermans: Het Leids woordenboek. Leiden, selexyz Kooyker, 2007. ISBN 9789086800636